# Haematopota vulnifica
Haematopota vulnifica är en tvåvingeart som först beskrevs av Seguy 1938.  Haematopota vulnifica ingår i släktet Haematopota och familjen bromsar. Inga underarter finns listade i Catalogue of Life.